# Sân bay quốc tế Chișinău
Sân bay quốc tế Chişinău (IATA: KIV, ICAO: LUKK) là một sân bay quốc tế chính ở Moldova, gần thủ đô Chişinău. Nhà ga được xây thập niên 1970 và có năng lực phục vụ 1,2 triệu lượt khách mỗi năm.

## Các hãng hàng không và các tuyến điểm
- Aerosvit Airlines (Kiev-Boryspil)
- airBaltic (Riga, Vilnius)

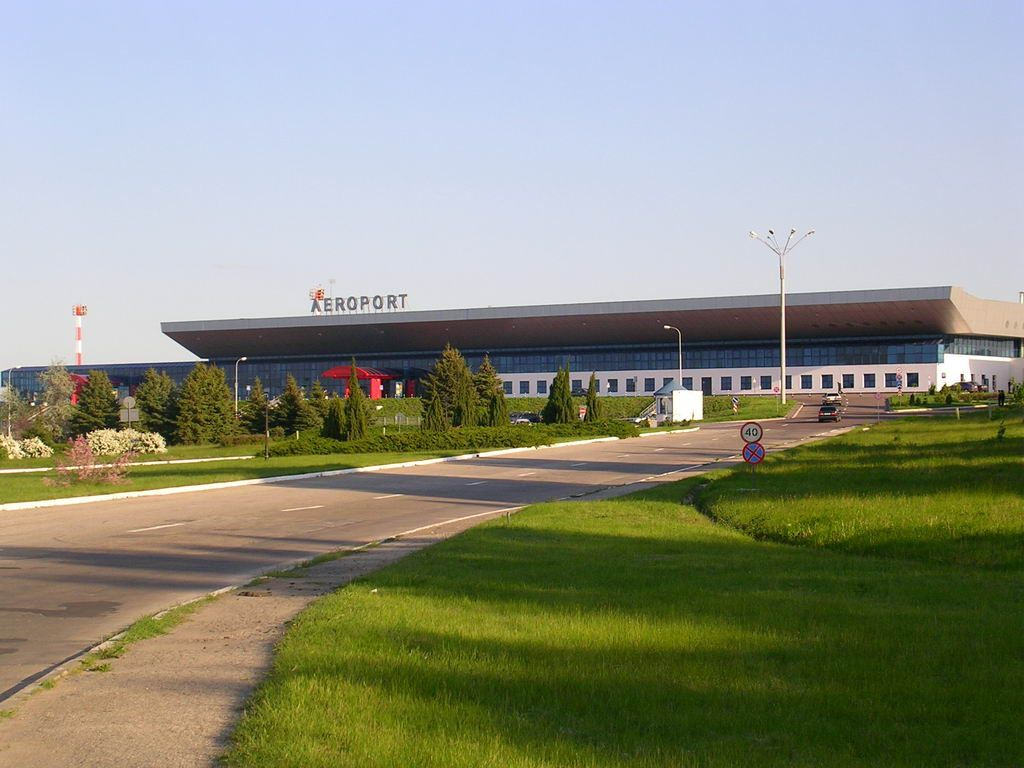
Sân bay quốc tế Chişinău

- Air Moldova (Antalya, Athens, Bucharest-Otopeni, Frankfurt, Istanbul-Ataturk, Larnaca, Lisbon, London-Stansted, Kiev-Boryspil, Madrid, Milan-Malpensa, Moscow-Domodedovo, Paris-CDG, Prague, Rome-Fiumicino, Sankt-Petersburg Pulkovo, Vienna)
- Austrian Airlines (Vienna)
- Carpatair (Timişoara)
- Meridiana (Milan-Malpensa, Verona)
- Moldavian Airlines (Budapest, Timişoara)
- S7 Airlines (Moscow-Domodedovo)
- Tandem Aero (Tel Aviv, Kiev-Boryspil)
- Tarom (Bucharest-Otopeni)
- Turkish Airlines (Antalya, Istanbul-Ataturk)

## Các hãng thuê bao
- Air Moldova (Antalya, Bodrum, Sharm el Sheik)
- Bulgaria Air (Burgas, Varna)
- Moldavian Airlines (Bodrum, Luxor)
- Turkish Airlines (Antalya)

## Số liệu thống kê
| Năm  | Lượt khách | Lượt chuyến |
| ---- | ---------- | ----------- |
| 1996 | 250.800    | 3.619       |
| 1997 | 283.000    | 4.718       |
| 1998 | 265.900    | 4.871       |
| 1999 | 233.300    | 4.613       |
| 2000 | 254.178    | 5.519       |
| 2001 | 274.387    | 9.866       |
| 2002 | 294.621    | 10.416      |
| 2003 | 341.585    | 9.502       |
| 2004 | 421.011    | 10.759      |
| 2005 | 482.741    | 11.126      |
| 2006 | 548.300    | 10.065      |
| 2007 | 688.800    | 11.623      |
| 2008 | 847.881    |             |
| 2009 | 809.072    |             |
| 2010 | 937,030    |             |
| 2011 | 1.045.975  |             |